# Dyess Air Force Base

i7
i11
i13

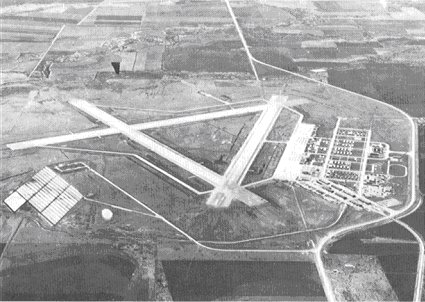
Luftaufnahme aus den 1940er Jahren

Die Dyess Air Force Base (kurz: Dyess AFB, IATA-Code: DYS, ICAO-Code: KDYS, FAA-LID: DYS) liegt im US-Bundesstaat Texas, westlich der Stadt Abilene und umfasst etwa 26 Quadratkilometer an Fläche. Zuerst als Abilene Air Force Base bezeichnet, erfolgte die Umbenennung am 9. Dezember 1956.

## Geschichte

### Zweiter Weltkrieg
Bereits 1942 existierte auf dem Boden der heutigen Dyess Air Force Base ein Militärflugplatz, zu dieser Zeit noch als Tye Army Air Field bezeichnet. Ab Dezember 1942 war der Name Abilene Army Air Base, ab 1943 Abilene Army Airfield. Auf dem Flugplatz wurden während des Zweiten Weltkriegs Piloten von Aufklärungsflugzeugen und für die Republic P-47 ausgebildet. Nach dem Ende des Zweiten Weltkrieges wurde das Army Airfield geschlossen und die Fläche für den symbolischen Preis von einem Dollar an die Stadt Abilene verkauft. Erst mit dem Beginn des Koreakrieges erkannte die Stadt die Notwendigkeit einer eigenen militärischen Installation und baten das Pentagon darum, den Standort erneut zu öffnen; um die Chancen für ihr Vorhaben zu verbessern warb die Stadt fast eine Million Dollar ein, um zusätzlich zu der bestehenden Fläche von 1.500 Acres (ca. 610 ha) noch weitere 3.500 Acres (ca. 1.420 ha) zu kaufen.

### Zweite Eröffnung
Nachdem sie den damaligen Senator und späteren US-Präsidenten Lyndon B. Johnson auf ihr Seite gebracht hatten, wurde schließlich im Juli 1952 nach der Genehmigung einer Zahlung von 32 Millionen US-Dollar durch den Kongress eine neue Air Force Base auf dem Grund des alten Militärgeländes gebaut und erneut als Abilene Air Force Base bezeichnet. Am 15. April 1956 konnte die neue Basis eröffnet werden und es erfolgte die Stationierung eines mit Boeing B-47-Bombern ausgestatteten Geschwaders, dem 341st Bombardment Wing. Im Dezember 1956 erfolgte die Umbenennung in Dyess Air Force Base zu Ehren von Lt. Col. William E. Dyess aus Albany. Dyess’ Flugzeug vom Typ Lockheed P-38 hatte bei einem Trainingsflug nahe Burbank an der dicht besiedelten Küste Kaliforniens Feuer gefangen, statt mit dem Fallschirm auszusteigen und sich zu retten, war Dyess über bewohntes Gebiet hinweggeflogen und beim folgenden Absturz ums Leben gekommen. Für seine Tat erhielt er zwei Distinguished Service Crosses.
Während des Kalten Krieges waren auf der Basis hauptsächlich Bomber vom Typ Boeing B-52 stationiert, die in der Lage waren, Nuklearwaffen zu tragen und zusätzlich die für weitreichende Missionen ebenfalls benötigten Tankflugzeuge vom Typ Boeing KC-135. Für den Fall eines befürchteten Angriffes der Sowjetunion war die Basis in konstanter Einsatzbereitschaft, um die größtmögliche Anzahl der stationierten Flugzeuge schnellstmöglich in die Luft zu bekommen. Die stationierten zwei Bomber-Geschwader (96th Bomb Wing, 341st Bomb Wing) unterstanden dabei operationell dem Strategic Air Command. Ab 1961 wurden zusätzlich Transportflugzeuge vom Typ Lockheed C-130 Hercules stationiert und der Platz durch Flugabwehrraketen geschützt. Im Juni 1985 übernahm das 96th Bomb Wing seine ersten Rockwell B-1B Lancer als Ersatz für die B-52 und war ab Oktober 1986 wieder vollständig einsatzbereit.
Mit dem Ende des Kalten Krieges setzte auch innerhalb der Streitkräfte der Vereinigten Staaten eine große Reorganisation ein. So wurden Verbände teilweise deaktiviert und auch auf die Dyess Air Force Base stationierte Verbände auf andere Standorte verteilt oder umbenannt. Ende der 1990er Jahre waren das 7th Bomb Wing (B-1B) und die 317th Airlift Group (C-130) auf der Basis stationiert. Seit 2003 kann die Basis einen Großteil ihres Energiebedarfs über erneuerbare Energien decken, anfangs primär über Windenergie, mittlerweile hauptsächlich über Biomasse.
Während der Betriebszeit des Space Shuttle war die Dyess Air Force Base ein möglicher Notlandeplatz im Falle einer außerplanmäßigen Landung.

### Heutige Nutzung
Die Dyess AFB beheimatet zwei fliegenden Verbände:
- 7th Bomb Wing, ausgerüstet mit Rockwell B-1B Lancer-Bombern
- 317th Airlift Wing, ausgerüstet mit Lockheed C-130 Hercules-Transportflugzeugen

Host Unit, also für den Betrieb verantwortlich, ist dabei das 7th Bomb Wing, welches zur Eighth Air Force gehört und dem Air Force Global Strike Command untersteht. Das 317th Airlift Wing untersteht als Transportverband dem Air Mobility Command.
Der Linear Air Park der AFB zeigt 30 Flugzeuge aus der Zeit vom Zweiten Weltkrieg bis heute, die entlang des Arnold Blvd. aufgestellt sind.

### Zukunft
Dyess Air Force Base soll in einigen Jahren nach der Ellsworth Air Force Base in South Dakota und mit der Ausphasung der B-1B die zweite Einsatzbasis der Northrop Grumman B-21 werden.

## Zwischenfälle
- Am 4. November 1958 fing eine Boeing B-47E der United States Air Force (USAF) (Luftfahrzeugkennzeichen 51-2391) kurz nach dem Start von der Dyess Air Force Base Feuer und stürzte aus 450 Metern Höhe ab. Eines der 4 Besatzungsmitglieder kam ums Leben. Es kam zur Explosion der Sprengladung.[4]

- Am 2. September 1959 ging an einer Curtiss C-46F Commando der US-amerikanischen Aaxico Airlines (N5140B) nach dem Start von der Dyess Air Force Base die Kontrolle über das Höhenruder verloren. Bei der Rückkehr, die nur mit Hilfe von Trimmung und Leistungseinstellung erfolgte, setzte die Maschine zunächst sicher auf der Landebahn auf, begann dann aber auf und ab zu springen. Die Piloten gaben Vollgas und das Flugzeug stieg steil auf eine Höhe von 40 bis 50 Metern. Dann kam es zu einem Strömungsabriss und es stürzte in einem Winkel von mehr als 45 Grad auf die Landebahn. Die Unfallursache war ein nicht ordnungsgemäß gesicherter Bolzen, der aufgrund einer unzureichenden Inspektion unentdeckt geblieben war. Beide Piloten, die einzigen Insassen auf dem Frachtflug, wurden durch diesen Wartungsfehler getötet.[5]
- Am 20. April 2022 gegen 22:16 Uhr CDT wurden an einer B-1B (Seriennummer 85-0089) Wartungsarbeiten durchgeführt, als plötzlich ein Triebwerk Feuer fing, weil eine die Schaufeln der zweiten Kompressorstufe haltende Scheibe gebrochen war und die Teile die Triebwerksgondel durchschlagen hatten. Das anschließend entstehende Feuer konnte erst nach mehreren Minuten gelöscht werden, sodass der Schaden sich auf etwa 15 Millionen US-Dollar belief. Als Ursache gab die United States Air Force einen Bruch aufgrund von Materialermüdung an.[6] Für das stark beschädigte Flugzeug wurde ein nahe Tucson in Arizona eingelagertes Flugzeug durch die 309th Aerospace Maintenance and Regeneration Group reaktiviert.[7]